# ワイオミング州

ワイオミング州
State of Wyoming

州の愛称: 平等の州 (Equality State)
カウボーイ州 (Cowboy State)州のモットー: 同権
Equal Rights

ワイオミング州（ワイオミングしゅう、英: State of Wyoming [waɪˈoʊmɪŋ] ( 音声ファイル)）は、アメリカ合衆国西部の山岳地域にある州。
州都はシャイアン市である。陸地面積は全米50州の中で第10位であるが、人口は576,851人（2020年国勢調査）と全米50州の中で最も少なく（1市のみであるコロンビア特別区よりも少ない）、都市と比較しても、全米31位のウィスコンシン州ミルウォーキー市より少ない。人口密度は2.3人/km2で、全米50州の中ではアラスカ州に次いで2番目に、また本土48州の中では最も低い。ワイオミングとはアルゴンキン語族インディアンの言葉で「大平原」を意味し、州の東側3分の1はハイプレーンズと呼ばれ、広大なグレートプレーンズの西部にあたる標高の高い平原地帯が広がっている。西側3分の2はロッキー山脈東部の山岳地帯と丘陵の牧草地帯である。州の愛称は「平等の州 (Equality State)」、「カウボーイ州 (Cowboy State)」である。
| 家庭で話される言語(ワイオミング州) 2010 | 家庭で話される言語(ワイオミング州) 2010 | 家庭で話される言語(ワイオミング州) 2010 | 家庭で話される言語(ワイオミング州) 2010 | 家庭で話される言語(ワイオミング州) 2010 |
| --------------------------------------- | --------------------------------------- | --------------------------------------- | --------------------------------------- | --------------------------------------- |
|                                         |                                         |                                         |                                         |                                         |
| 英語                                    | 英語                                    |                                         | 93.39%                                  | 93.39%                                  |
| スペイン語                              | スペイン語                              |                                         | 4.47%                                   | 4.47%                                   |

| 人種構成(ワイオミング州) 2010 | 人種構成(ワイオミング州) 2010 | 人種構成(ワイオミング州) 2010 | 人種構成(ワイオミング州) 2010 | 人種構成(ワイオミング州) 2010 |
| ----------------------------- | ----------------------------- | ----------------------------- | ----------------------------- | ----------------------------- |
|                               |                               |                               |                               |                               |
| 白人                          | 白人                          |                               | 85.9%                         | 85.9%                         |
| ヒスパニック                  | ヒスパニック                  |                               | 8.9%                          | 8.9%                          |
| インディアン                  | インディアン                  |                               | 2.4%                          | 2.4%                          |
| アジア系                      | アジア系                      |                               | 0.8%                          | 0.8%                          |
| 黒人                          | 黒人                          |                               | 0.8%                          | 0.8%                          |
| 混血                          | 混血                          |                               | 2.2%                          | 2.2%                          |

## 歴史
現在のワイオミング州の地域には昔から幾つかのインディアン部族が住んでいた。白人探検家がこの地域に入って遭遇したのはクロウ族、アラパホ族、ラコタ族、ショーショーニー族などだった。現在の州南西部はスペイン帝国の領土となり、後にはメキシコのアルタ・カリフォルニアの一部となった。米墨戦争が終結した1848年、アメリカ合衆国がこれらの地域をメキシコから譲り受けた。18世紀後半にはケベックやモントリオールからフランス系カナダ人の罠猟師が入りこみ、テトン、ララミーなどフランス語を語源とする地名を残した。19世紀に入ってルイス・クラーク探検隊がこの地域に入ったが、この隊もフランス系カナダ人のトゥーサン・シャルボノーやその若いショーショーニー族の妻サカガウィアがガイドを務めていた。1807年には隊員のジョン・コルターが初の地誌を残した。当時イエローストーン地域の報告は作り話だと思われた。1812年にロバート・スチュアートと5人の隊員がオレゴン州アストリアからの帰途、サウスパスを発見した。後のオレゴン・トレイルがこの峠を通った。1850年、ジム・ブリッジャーが現在ブリッジャー峠と呼ばれる所を見つけ、1868年には最初の大陸横断鉄道であるユニオン・パシフィック鉄道が、さらにその90年後には州間高速道路80号線が通った。ブリッジャーはまたイエローストーン地域も探検して報告書を提出したが、コルターのものと同様、当時は大ボラだと見なされた。
この地域は1865年までに「ワイオミング」と呼ばれるようになった。オハイオ州選出アメリカ合衆国下院議員J・M・アシュレーが「ワイオミング領土の暫定政府」を作る法案を議会に提出した。「ワイオミング」という言葉はマンシー族の言葉で「大きな河床」を意味する xwé:wamənkが語源とされているが、1809年にトマス・キャンベルが著した詩『ワイオミングのガートルード』で有名になっていたペンシルベニア州のワイオミング・バレーに因んで名付けられたともされている。

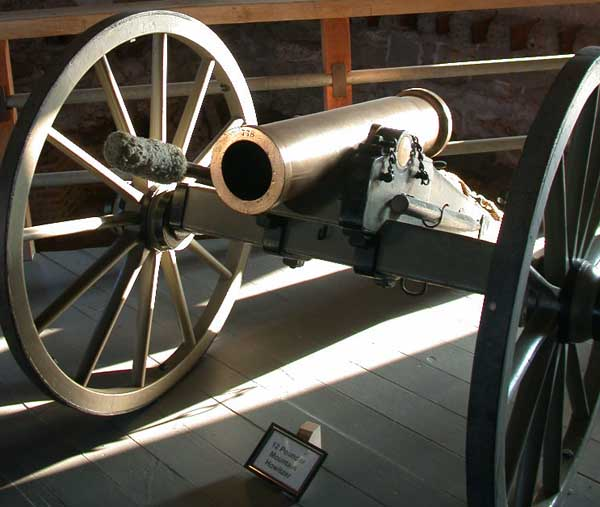
州東部のララミー砦に展示されている12ポンド山岳榴弾砲

1867年にユニオン・パシフィック鉄道がシャイアンの町に到達した後、地域の人口は着実に増加を始め、連邦政府は1868年7月25日にワイオミング準州を設定した。南隣のコロラド州とは異なり、ワイオミングでは金や銀のような貴金属はほとんど発見されず、コロラドのような急速な人口増大も起こらなかった。ただし、1867年にカリッサ鉱山で金の産出を始めた後は、サウスパスシティで一時的なブームが起こった。さらにシエラマドレ山脈とグランドエンキャンプメントに近いスノウイー山脈の間などの地域では銅が産出された。
政府が後援したイエローストーン地域への探検が行われ、以前のコルターやブリッジャーの報告が真実であったことを証明した。このことで1872年に世界初の国立公園となるイエローストーン国立公園が創られた。この国立公園のほとんど全ての領域がワイオミング州北西部の中に入っている。
1869年12月10日、準州知事ジョン・アレン・キャンベルが普通選挙法に署名して法が成立し、投票権が女性に拡大された。これはアメリカ合衆国の州の中で初のことであった。ワイオミング州の政治の世界では、こののちも女性にとって初のことが続いた。例えば1870年、ララミーでは女性が初めて陪審員を務めた。同年のララミーではメアリー・アトキンソンが女性初の廷吏となり、同年サウスパスシティではエスター・ホバート・モリスが女性初の治安判事になった。初の女性知事選出もワイオミング州であり、1925年就任のネリー・テイロー・ロスである。（ワイオミング州と同年にテキサス州も女性知事を選んだが、ロス知事の方が先に就任した）。これら女性に与えられた権利の故に、ワイオミング州は「平等の州」というニックネームがある。
ワイオミング州憲法には女性参政権も含まれ、また水利権に関する条項も新しかった。ワイオミングは1890年7月10日にアメリカ合衆国44番目の州に昇格した。
1892年、ジョンソン郡戦争が起こった。これは牛の牧場主集団の間で争われたものだった。この話をもとにして1953年のシェーン、1980年の天国の門などの映画が制作された。連邦政府で成立したホームステッド法によって小さな牧場主が大量に流入した。片方あるいは両方の集団がジョンソン郡の公有地の使用を巡って商売よりも暴力に訴えたときにこの境界紛争が起こった。

## 地理

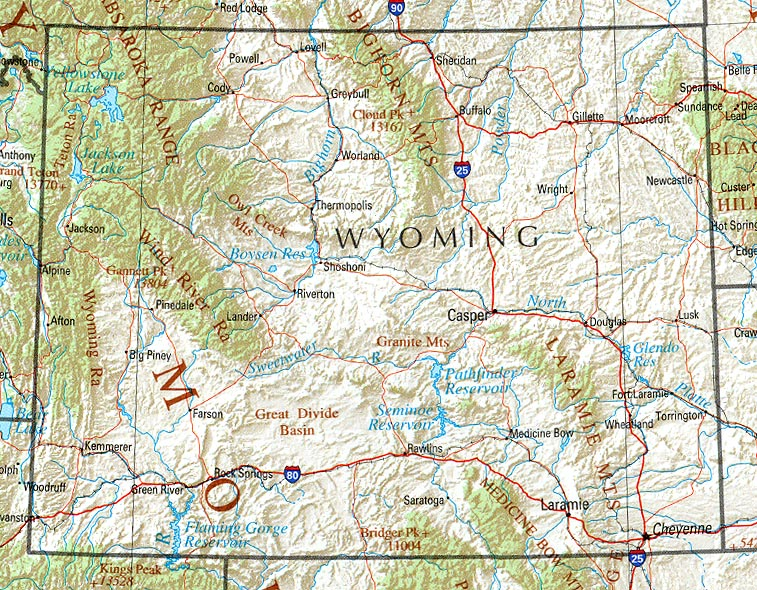
ワイオミング州

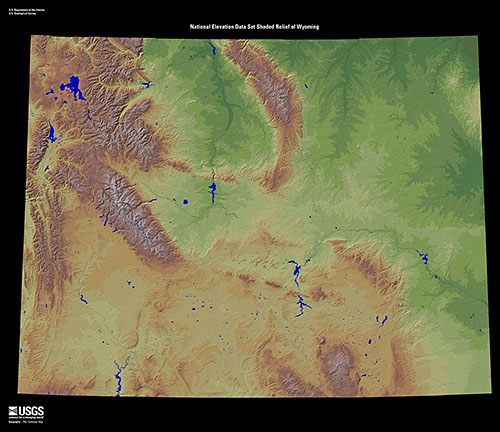
ワイオミング州の地形図

### ワイオミング州の位置と大きさ
ワイオミング州は北にモンタナ州、東にサウスダコタ州とネブラスカ州、南にコロラド州、西にユタ州とアイダホ州と隣接している。SF映画・未知との遭遇のロケ地として有名になったデビルスタワーはクルック郡ムーアクロフト近郊に位置している。南州境は北緯41度線、北州境は北緯45度線、東州境は西経104度3分線、西州境は111度3分線であり、ワイオミング州は隣接する州との境が全て直線で引かれる3州の1つである（他にユタ州とコロラド州）。19世紀に州境を定めるための測量が不正確だったために、法律上の州境はこれら緯線や経線と最大0.5マイル (800 m) ずれている地点がある。特に北緯45度線の山岳部で著しい。面積97,814 平方マイル (253,348 sq km) を包含する国内で10番目に大きな州であり、23郡で構成されている。州の北端から南端までは280 マイル (444 km) あり、東端から西端までは南州境で360 マイル (587 km)、北州境で342マイル (550 km) ある。

### 山岳部
ワイオミング州はグレートプレーンズとロッキー山脈が出遭う所である。全体に大きな高原が広がり、多くの山脈によって仕切られている。標高は州内最高峰であるウィンドリバー山脈のガネット峰（標高13,804フィート (4,207 m)）から、州の南東隅、ベルフーシェ川の標高3,125フィート (952 m) まで変化している。山脈の主なものとして、北西部にはアブサロカ、オウルクリーク、グロスヴァント、ウィンドリバー山脈及びティトン山脈、北央部にはビッグホーン、北東部にはブラックヒルズ、さらに南部にはララミー、メディシンボー（スノウイー）及びシエラマドレ山脈がある。また、これら全てがロッキー山脈の一部である。
南中部のスノウイー山脈は地質も外観もコロラド州のロッキー山脈の延長である。西中部のウィンドリバー山脈にはガネット峰以外にも、標高13,000フィート (3,962 m) を超える山が40以上ある。北中部のビッグホーン山脈はロッキー山脈とは幾らか孤立している。
北西部のティトン山脈は50マイル (80 km) の長さがあり、その一部にはグランドティトン国立公園がある。この公園内にはワイオミング州で第2の高峰グランドティトンがある。
州の中央部を大陸分水界が南北に貫いている。分水界より東側の川はミズーリ川水系に流れ、最終的にメキシコ湾に注いでいる。州内にはミズーリ川の支流としてノースプラット、ウィンド、ビッグホーン、イエローストーンの各河川が流れている。スネーク川はコロンビア川に合流して太平洋に向かい、グリーン川はコロラド川に合流して同様に太平洋に注いでいる。
州南中部で大陸分水界は分岐し、グレートディバイド盆地と呼ばれる地域を作っており、ここの水は地域内に留まってどの大洋にも流れていない。ワイオミング州全体が乾燥しているために、その水は単に土壌に浸み込むか蒸発するだけである。
ワイオミング州に源流があるかまたはを州内通って流れる川としては、イエローストーン川、ビッグホーン川、グリーン川、パウダー川及びスネーク川がある。
ワイオミング州は、通常は年間降水量10インチ以下という乾燥した州と言われている。それゆえ州内の土地は農業にあまり適さず、その代わり放牧が山麓地域などで普及している。

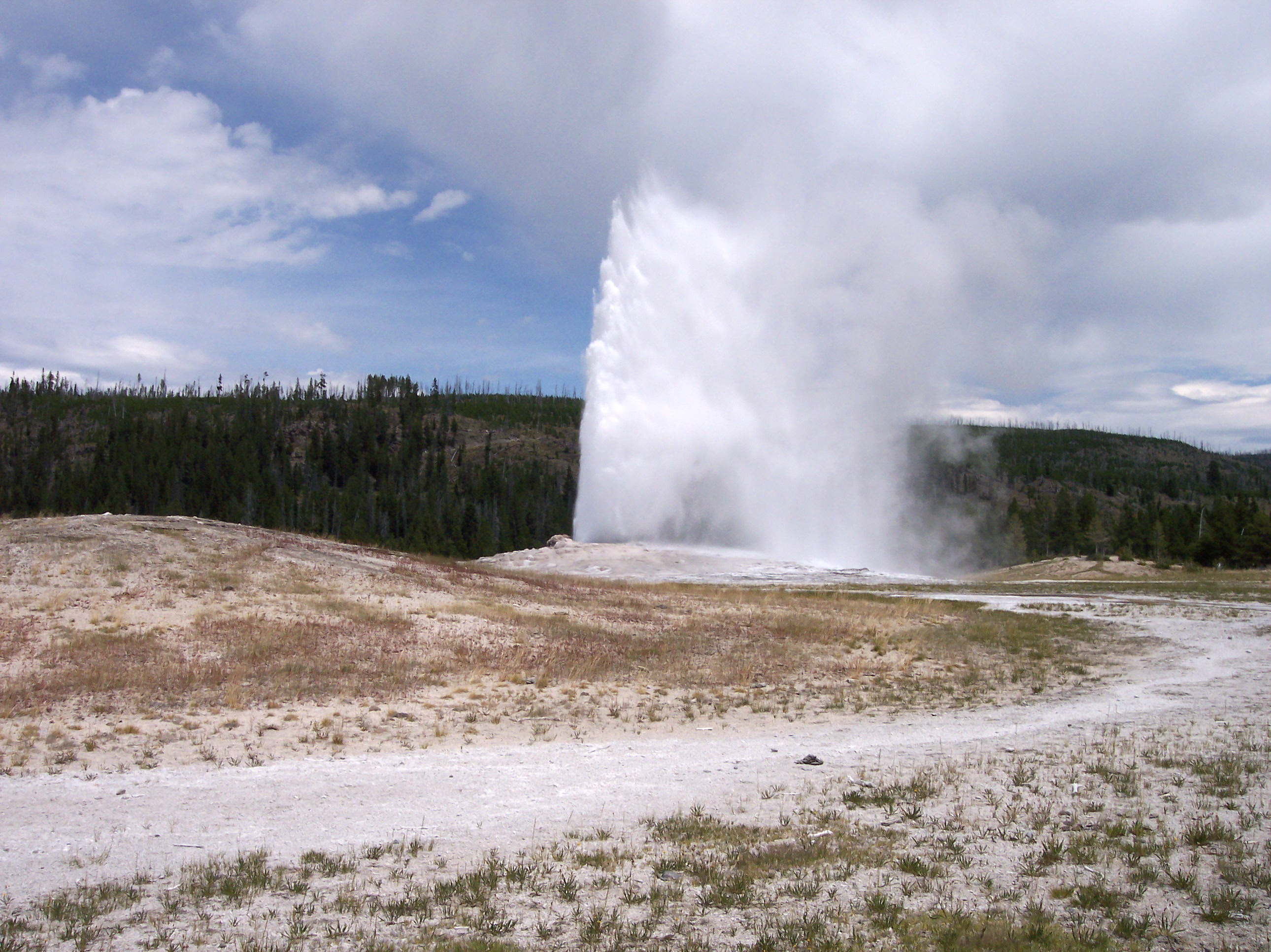
オールド・フェイスフル・ガイザー

### 公有地

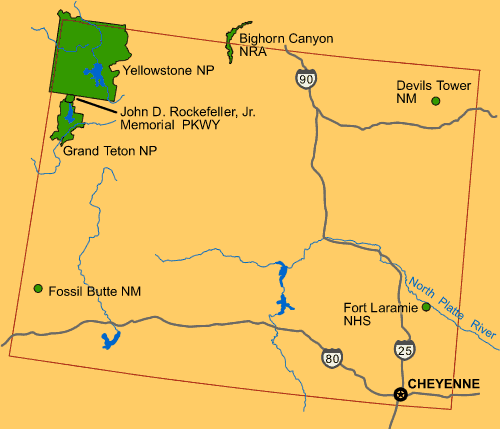
ワイオミング州の国立公園と国立公園局事務所の位置

ワイオミング州の土地の48%以上がアメリカ合衆国政府に所有されており、その絶対値（30,099,430エーカー (120,000 km2)）では国内6番目、比率では同5番目になっている。他に州政府が6%、すなわち3,864,800エーカー (15,000 km2) を所有している。
国有地の大半は土地管理局と森林管理局の管理する国有林、国有草原であり、さらにシャイアン市の近くにはF・E・ウォーレン空軍基地がある。
またアメリカ合衆国国立公園局などの機関が管理する土地もある。以下はそのリストである。

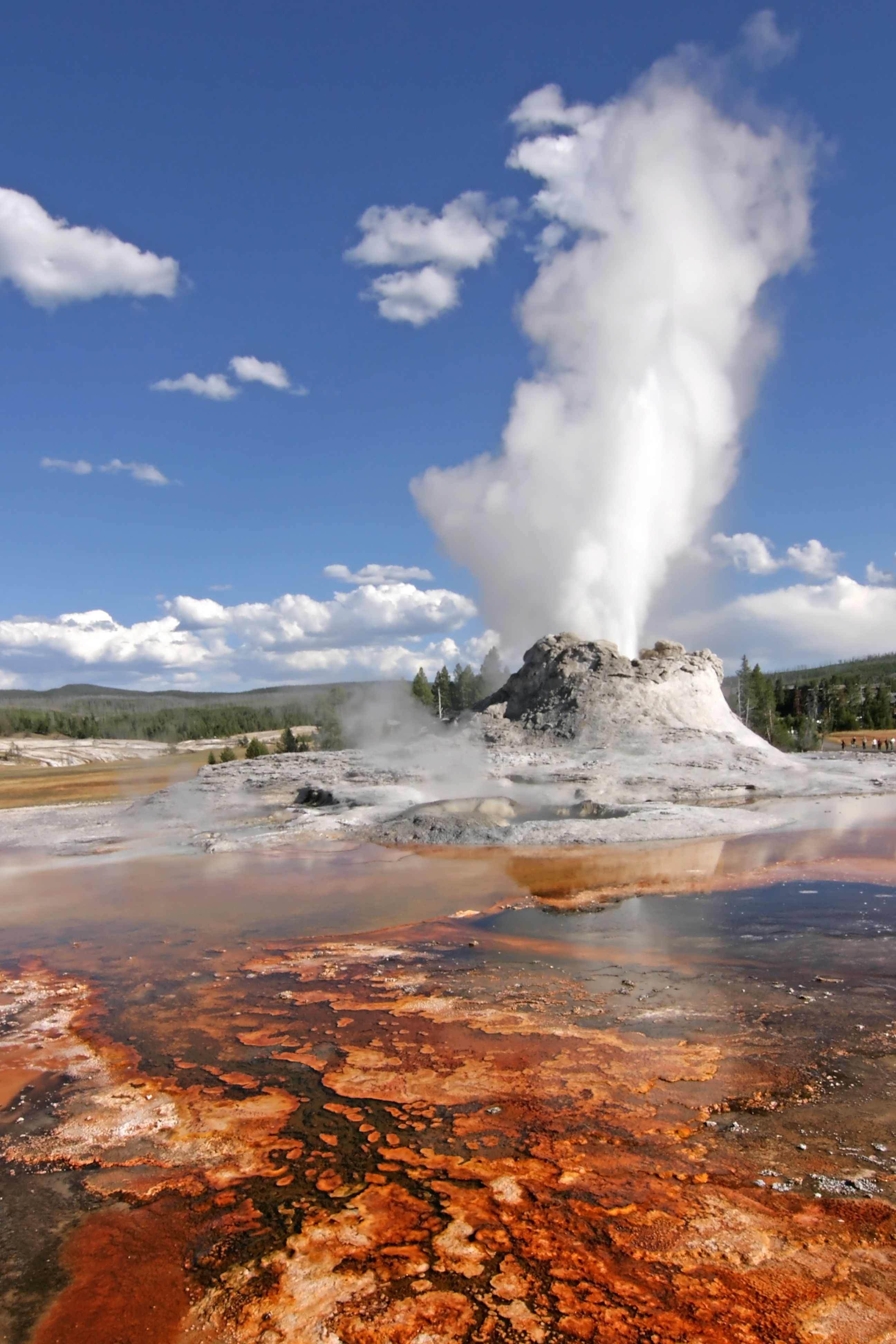
イエローストーン国立公園内のキャッスルガイザーの噴出

| - イエローストーン国立公園 - グランドティトン国立公園（ムース近郊） - ビッグホーンキャニオン国立レクリエーション地域 - フラミングゴージ国立レクリエーション地域（森林局のアシュレー国立の森） - デビルスタワー国定公園（デビルスタワー近郊） - フォッシルビュート国定公園（ケマラー) | - カリフォルニア国立歴史道 - インデペンデンスロック - ララミー砦国立歴史史跡（州南東部） - メディシンウィール国立歴史史跡 - モルモン開拓者国立歴史道 - オレゴン国立歴史道 - ポニー・エクスプレス国立歴史道 - ジョン・D・ロックフェラー・ジュニア記念パークウェイ、イエローストーン国立公園とグランドティトン国立公園を繋いでいる - シーズカディ国立野生生物保護区 - 国立エルク保護区 - ジャクソン国立魚類孵化場 - サラトガ国立魚類孵化場 |

## 気候

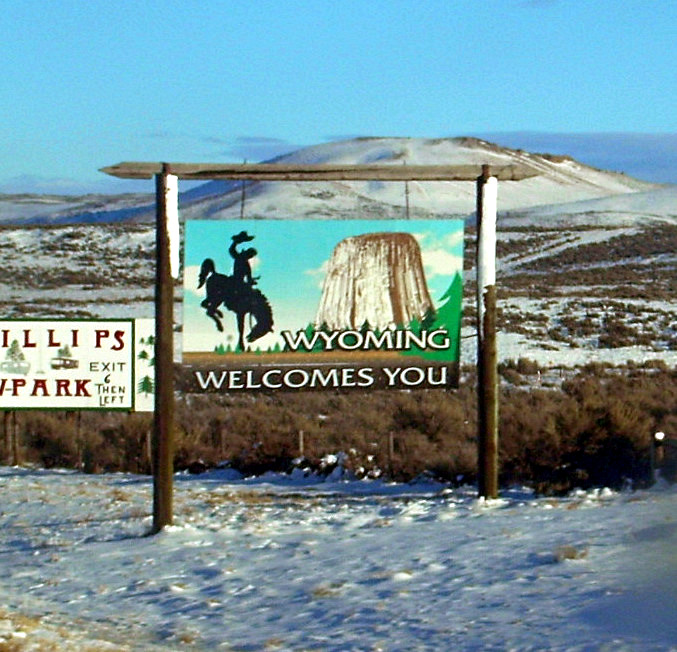
州間高速道路80号線のユタ州との州境に立つ歓迎看板、ユインタ郡

ワイオミング州の気候は概して亜乾燥気候と大陸性気候（ケッペンの気候区分BSk）であり、冬は他州に比べて乾燥し、温度差が大きい。これはその地形によるものである。夏は暖かく、7月の平均最高気温は州の大半で85°F (29 ℃) から95°F (35 ℃) となる。しかし標高が高くなるとこの値は急速に降下し、標高9,000フィート以上では70°F (21 ℃) となる。夏の夜は州全体を通じて急速な冷却が起こり、最も暑い地方でも50°F (10 ℃) ないし60°F (16 ℃) まで低下する。州の大半では雨の大部分が晩春から初夏に降っている。冬は寒いが、極端に寒い期間があれば、間に穏やかな期間が入ることもあり、場所によってはチヌーク風が吹いて異常に暖かくなることもある。ワイオミング州は乾燥した州であり、年間平均降水量は10インチ (250 mm) 以下の所が多い。降水量は標高に依存しており、ビッグホーン盆地のような低い所では5インチ (125 mm) ないし8インチ (200 mm) となり、ほとんど砂漠の状態である。北部と東部平原の標高が低い地域の降水量は10インチ (250 mm) ないし12インチ (300 mm) であり、亜乾燥気候となっている。山岳部では20インチ (500 mm) 以上とかなりの降水量があり、さらに雪は年間200インチ (500 cm) 以上積もることがある。州内の過去最高気温は1900年7月12日にベースンで記録された114°F (46 ℃)、過去最低気温は1933年2月9日にリバーサイドで記録された-66°F (-54 ℃) である。
州内のどこでもその気候は緯度、経度および地形に影響されている。これらの要素を組み合わせると、東方に流れる気団によってもたらされる気流、温度変化、降水および湿度の数多い組み合わせになる。
冬は州の上、あるいは北方をジェット気流が流れることが多く、強風が吹いて寒気と降水をもたらす。これらは州内のスキー場の雪にとっては無くてはならない条件である。夏にはジェット気流が北のカナダの方へ北上し、気候は温暖で、観光客が訪れるシーズンは快適になる。標高6,230フィート (1,899 m) にあり、山脈に囲まれているジャクソン市では7月の最高気温が80°F (27 ℃) となる。平均気温は65°F (18 ℃) 程度である。ここに最も近い国立気象観測所はウィンドリバー山脈の反対側にある標高4,955フィート (1,510 m) のリバートンであり、7月の気温はやや暖かい。
雷雨の起こる日数は州全体で変化が大きく、南東部平原では発生日数が最も多い。晩春から初夏に雷雨が起こりやすい。州南東隅は竜巻が最も起こりやすい地方である。州の西部では竜巻の発生率が極端に小さくなる。竜巻は起こっても小さく短時間であるものが多く、州より東の地域とは異なっている。
| キャスパー市の気候: 月別平均最高最低気温と降水量 | キャスパー市の気候: 月別平均最高最低気温と降水量 | キャスパー市の気候: 月別平均最高最低気温と降水量 | キャスパー市の気候: 月別平均最高最低気温と降水量 | キャスパー市の気候: 月別平均最高最低気温と降水量 | キャスパー市の気候: 月別平均最高最低気温と降水量 | キャスパー市の気候: 月別平均最高最低気温と降水量 | キャスパー市の気候: 月別平均最高最低気温と降水量 | キャスパー市の気候: 月別平均最高最低気温と降水量 | キャスパー市の気候: 月別平均最高最低気温と降水量 | キャスパー市の気候: 月別平均最高最低気温と降水量 | キャスパー市の気候: 月別平均最高最低気温と降水量 | キャスパー市の気候: 月別平均最高最低気温と降水量 | キャスパー市の気候: 月別平均最高最低気温と降水量 | キャスパー市の気候: 月別平均最高最低気温と降水量 |
| 月                                               | 1月                                              | 2月                                              | 3月                                              | 4月                                              | 5月                                              | 6月                                              | 7月                                              | 8月                                              | 9月                                              | 10月                                             | 11月                                             | 12月                                             | 年                                               |                                                  |
| ------------------------------------------------ | ------------------------------------------------ | ------------------------------------------------ | ------------------------------------------------ | ------------------------------------------------ | ------------------------------------------------ | ------------------------------------------------ | ------------------------------------------------ | ------------------------------------------------ | ------------------------------------------------ | ------------------------------------------------ | ------------------------------------------------ | ------------------------------------------------ | ------------------------------------------------ | ------------------------------------------------ |
| 平均最高気温 °F (°C)                             | 32 (0)                                           | 37 (3)                                           | 45 (7)                                           | 56 (13)                                          | 66 (19)                                          | 78 (26)                                          | 87 (31)                                          | 85 (29)                                          | 74 (23)                                          | 60 (16)                                          | 44 (7)                                           | 34 (1)                                           | 58 (14)                                          |                                                  |
| 平均最低気温 °F (°C)                             | 12 (-11)                                         | 16 (-9)                                          | 21 (-6)                                          | 28 (-2)                                          | 37 (3)                                           | 46 (8)                                           | 54 (12)                                          | 51 (11)                                          | 41 (5)                                           | 32 (0)                                           | 21 (-6)                                          | 14 (-10)                                         | 31 (-1)                                          |                                                  |
| 平均降水量 inches (mm)                           | 0.6 (15.2)                                       | 0.6 (15.2)                                       | 1.0 (25.4)                                       | 1.6 (40.6)                                       | 2.1 (53.3)                                       | 1.5 (38.1)                                       | 1.3 (33.0)                                       | 0.7 (17.8)                                       | 0.9 (22.9)                                       | 1.0 (25.4)                                       | 0.8 (20.3)                                       | 0.7 (17.8)                                       | 12.8 (325.1)                                     |                                                  |
| Source:                                          |                                                  |                                                  |                                                  |                                                  |                                                  |                                                  |                                                  |                                                  |                                                  |                                                  |                                                  |                                                  |                                                  |                                                  |

| ジャクソン市の気候: 月別平均最高最低気温と降水量 | ジャクソン市の気候: 月別平均最高最低気温と降水量 | ジャクソン市の気候: 月別平均最高最低気温と降水量 | ジャクソン市の気候: 月別平均最高最低気温と降水量 | ジャクソン市の気候: 月別平均最高最低気温と降水量 | ジャクソン市の気候: 月別平均最高最低気温と降水量 | ジャクソン市の気候: 月別平均最高最低気温と降水量 | ジャクソン市の気候: 月別平均最高最低気温と降水量 | ジャクソン市の気候: 月別平均最高最低気温と降水量 | ジャクソン市の気候: 月別平均最高最低気温と降水量 | ジャクソン市の気候: 月別平均最高最低気温と降水量 | ジャクソン市の気候: 月別平均最高最低気温と降水量 | ジャクソン市の気候: 月別平均最高最低気温と降水量 | ジャクソン市の気候: 月別平均最高最低気温と降水量 | ジャクソン市の気候: 月別平均最高最低気温と降水量 |
| 月                                               | 1月                                              | 2月                                              | 3月                                              | 4月                                              | 5月                                              | 6月                                              | 7月                                              | 8月                                              | 9月                                              | 10月                                             | 11月                                             | 12月                                             | 年                                               |                                                  |
| ------------------------------------------------ | ------------------------------------------------ | ------------------------------------------------ | ------------------------------------------------ | ------------------------------------------------ | ------------------------------------------------ | ------------------------------------------------ | ------------------------------------------------ | ------------------------------------------------ | ------------------------------------------------ | ------------------------------------------------ | ------------------------------------------------ | ------------------------------------------------ | ------------------------------------------------ | ------------------------------------------------ |
| 平均最高気温 °F (°C)                             | 24 (-4)                                          | 28 (-2)                                          | 37 (3)                                           | 47 (8)                                           | 58 (14)                                          | 68 (20)                                          | 78 (26)                                          | 77 (25)                                          | 67 (19)                                          | 54 (12)                                          | 37 (3)                                           | 24 (-4)                                          | 49 (9)                                           |                                                  |
| 平均最低気温 °F (°C)                             | -1 (-18)                                         | 2 (-17)                                          | 10 (-12)                                         | 21 (-6)                                          | 30 (-1)                                          | 36 (2)                                           | 41 (5)                                           | 38 (3)                                           | 31 (-1)                                          | 22 (-6)                                          | 14 (-10)                                         | 0 (-18)                                          | 20 (-7)                                          |                                                  |
| 平均降水量 inches (mm)                           | 2.6 (66.0)                                       | 1.9 (48.3)                                       | 1.6 (40.6)                                       | 1.4 (35.6)                                       | 1.9 (48.3)                                       | 1.8 (45.7)                                       | 1.3 (33.0)                                       | 1.3 (33.0)                                       | 1.5 (38.1)                                       | 1.3 (33.0)                                       | 2.3 (58.4)                                       | 2.5 (63.5)                                       | 21.4 (543.6)                                     |                                                  |
| Source:                                          |                                                  |                                                  |                                                  |                                                  |                                                  |                                                  |                                                  |                                                  |                                                  |                                                  |                                                  |                                                  |                                                  |                                                  |

## 人口動態

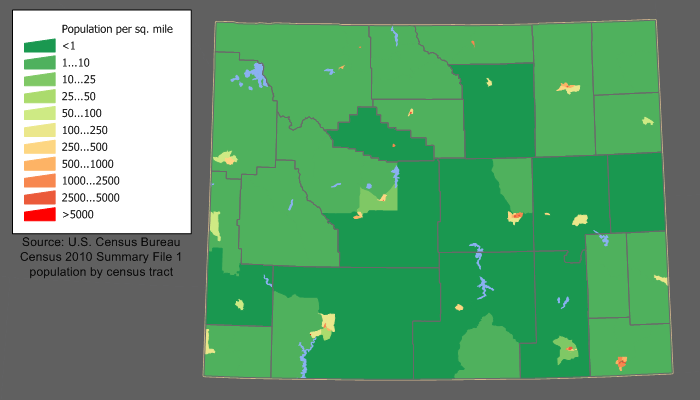
ワイオミング州の人口密度図

2020年国勢調査時点でのワイオミング州の人口は576,851人で、2010年国勢調査時点よりも2.35%増加した。
ワイオミング州は全米50州で人口が最も少なく、人口密度はアラスカ州に次いで2番目に小さい（即ち、本土48州では最も小さい）。首都ワシントンD.C.より人口が少ない州は、ワイオミング州の他には2番目に少ないバーモント州のみである。ワイオミング州の人口重心はナトロナ郡となっている。
米国の州の中で最も自殺率が高く、2020年の時点で10万人当たり25.8人となっている（比較として、米国全体の自殺率は14.8人、日本は16.7人である。）。
| 人種 | 白人   | アフリカ系 | インディアン* | アジア系 | 太平洋諸島系* |
| --- | ------ | ---------- | ------------- | -------- | ------------- |
| 2000年 （総人口） | 96.19% | 1.01%      | 3.06%         | 0.84%    | 0.13%         |
| 2000年 （ヒスパニックのみ）                                                                                               | 6.05%  | 0.11%      | 0.32%         | 0.06%    | 0.02%         |
| 2005年 （総人口） | 96.01% | 1.15%      | 3.06%         | 0.90%    | 0.12%         |
| 2005年 （ヒスパニックのみ）                                                                                               | 6.38%  | 0.15%      | 0.27%         | 0.05%    | 0.01%         |
| 2000–05年成長率 （総人口）                                                                                                | 2.95%  | 17.26%     | 3.16%         | 10.32%   | -3.47%        |
| 2000–05年成長率 （非ヒスパニックのみ）                                                                                    | 2.57%  | 14.20%     | 4.95%         | 12.17%   | 0.18%         |
| 2000–05年成長率 （ヒスパニックのみ）                                                                                      | 8.66%  | 42.08%     | -12.31%       | -14.09%  | -28.40%       |
| *「インディアン」はアメリカインディアンやアラスカインディアンを指す。「太平洋諸島系」はハワイや太平洋諸島の先住民を指す。 |        |            |               |          |               |

### 人種と祖先
ワイオミング州の人種的構成は：
- 88.9% 白人
- 6.4% ヒスパニック
- 2.3% インディアン
- 0.8% 黒人
- 0.6% アジア人
- 1.8% その他

2000年国勢調査での申告による祖先の出身国で分けた人口構成は、ドイツ系 (26.0%)、イギリス系 (16.0%)、アイルランド系 (13.3%)、アメリカ人 (6.5%)、ノルウェー系 (4.3%)、スウェーデン系 (3.5%)となっている。

### 宗教
ワイオミング州の住民は以下の宗教を信仰している。
- キリスト教 –79%
  - プロテスタント –53%
    - ルター派 –8%
    - バプテスト –8%
    - メソジスト –6%
    - 長老派教会 –4%
    - 米国聖公会 –4%
    - 他のプロテスタントまたは一般的なプロテスタント –21%

  - ローマ・カトリック教会 –16%
  - モルモン教 (末日聖徒イエス・キリスト教会) –11%
- 他の宗教 –1%

- 無宗教 –18%

2000年に、ワイオミング州で最も多くの住民が信仰していた宗派はローマ・カトリック教会で、80,421人が信仰していた。次いでモルモン教の47,129人、南部バプテスト連盟の17,101人と続いた。

## インディアン部族

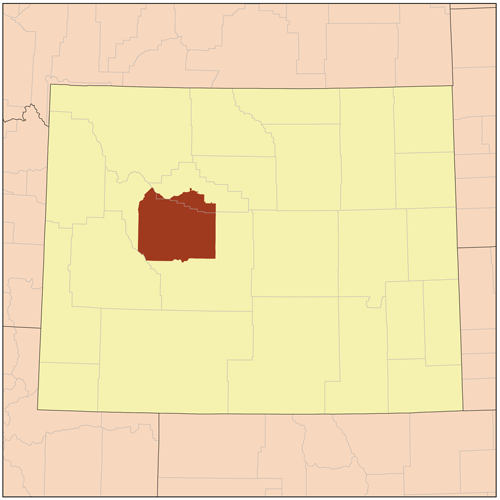
ワイオミング州のなかで、インディアンの保留地はフレモント郡の「ウィンドリバー居留地」ただ一つである

北アラパホー族の部族国旗

もともとシャイアン族やスー族など、多くのインディアン部族が先住していたが、19世紀に他州へと強制移住させられた。多くのインディアン部族が生活の糧としていたバッファローは、19世紀にアメリカ連邦政府の西部インディアン絶滅政策で人為的に絶滅させられ、食糧自給の道を断たれたインディアン部族は保留地への移住を余儀なくされた。
ワイオミング州は、アメリカの大統領が歴代初めて訪問した西部の州である。1883年夏、チェスター・A・アーサー大統領は友人の他、75人の騎兵隊兵士と175頭の牛馬を伴い、マス釣り (Trout fishing) と狩りのためにイエローストーン国立公園を訪ねるついでに、同州で白人と80年来の友好歴を持つショーショーニー族のウィンドリバー居留地を訪れ、ワシャキー酋長のもと、アラパホー族とショーショーニー族の歓迎の儀式を受けた。ワシャキー酋長は合衆国と和平を保ち続け、彼らの保留地内を幌馬車の街道（オレゴン道）が通るのを許した。長年の白人への寄与から、彼らは故郷のウィンド川流域に保留地を「与えられた」のである。そこで農業を要求されたワシャキーは、「まずはスー族を追い払ってくれ」と合衆国に依頼した。
同州と周辺州にまたがる「イエローストーン国立公園」には現在、バッファローが多数繁殖飼育されているが、年次頭数制限が設けられており、定数を超えたバッファローは白人管理官によって射殺駆逐されている。バッファローは「渡り」を行う動物であり、繁殖本能に従ってこの公園からモンタナ州の繁殖場へと移動する性質があるが、周辺の白人牧場主はあまり根拠のないブルセラ病の感染源説を盾に、州管理官とともに毎年渡りの時期になると、彼らの牧場へ迷い込む多数のバッファローを射殺している。周辺のインディアン部族や環境保護団体が激しく抗議運動を行うなか、州ぐるみのこの屠殺はなお続行されている。一方、同州の東ショーショーニー族は伝統としてのバッファロー狩りを長年にわたって要求し、現在では定数規制つきながら、イエローストーン国立公園内でアラパホー族とともにこれを行っている。また現在、イエローストーン公園のこの「余剰分のバッファロー」をインディアン部族が彼らの保留地に持ち帰り、「バッファロー牧場」として繁殖育成させる動きが広がっており、全米各地のインディアン保留地がこれを開設している。
また、アメリカ合衆国では20世紀前半に平原狼が白人牧場主による組織的な駆除によって絶滅させられたが、狼を神聖視する周辺のインディアン部族の粘り強い復活請願によって、1995年に同公園内へカナダの狼が再導入された。再導入された狼の管理育成は、アイダホ州のネ・ペルセ族インディアンが要請を受け、これを行っている。狼の再導入に対しては、周辺の白人牧場主と州の反発が根強く、現在も係争中である。
2005年3月、ワイオミング州の「ウィンドリバー居留地」内で、北アラパホー族のウィンスロー・フライデーが、部族の伝統儀式「太陽の踊り（サンダンス）」のために、連邦の許可なくハクトウワシを殺したとして逮捕された。2009年10月5日、米国地方裁判所判事アラン・ジョンソンは、このアラパホー族男性の刑事訴追をアラパホー族の部族法廷に一任する裁定を下した。これまでの事例なら、こういったインディアンの訴追は連邦協定がどうあれ、白人の裁判所で扱われ、「密猟」の罪で裁かれるものである。「ワシを殺した」としてインディアンが起訴されたワイオミング州でのこの一件は、インディアンが宗教儀式のためにワシを殺すことにどこまで連邦政府が関与するのかという、「インディアンの宗教の自由」という観点から大論争となっている。
現在、連邦政府から公認され、インディアン居留地（Reservation）を領有しているのは以下の二部族のみ。両部族は「ウィンドリバー居留地」に二部族まとめて強制移住させられた。
≪アメリカ連邦政府が公式認定しているインディアン部族≫
- 「北アラパホー族」
- 「東ショーショーニー族」

### インディアン・カジノ
| - 「北アラパホー族」 - 「789・煙草店&カジノ」 ※「789」は「国道789号線」のこと - 「そよ風のカジノ」 - 「風の川のカジノ」 | - 「東ショーショーニー族」 - 「ショーショーニー・薔薇のカジノ」 |

## 法と政府

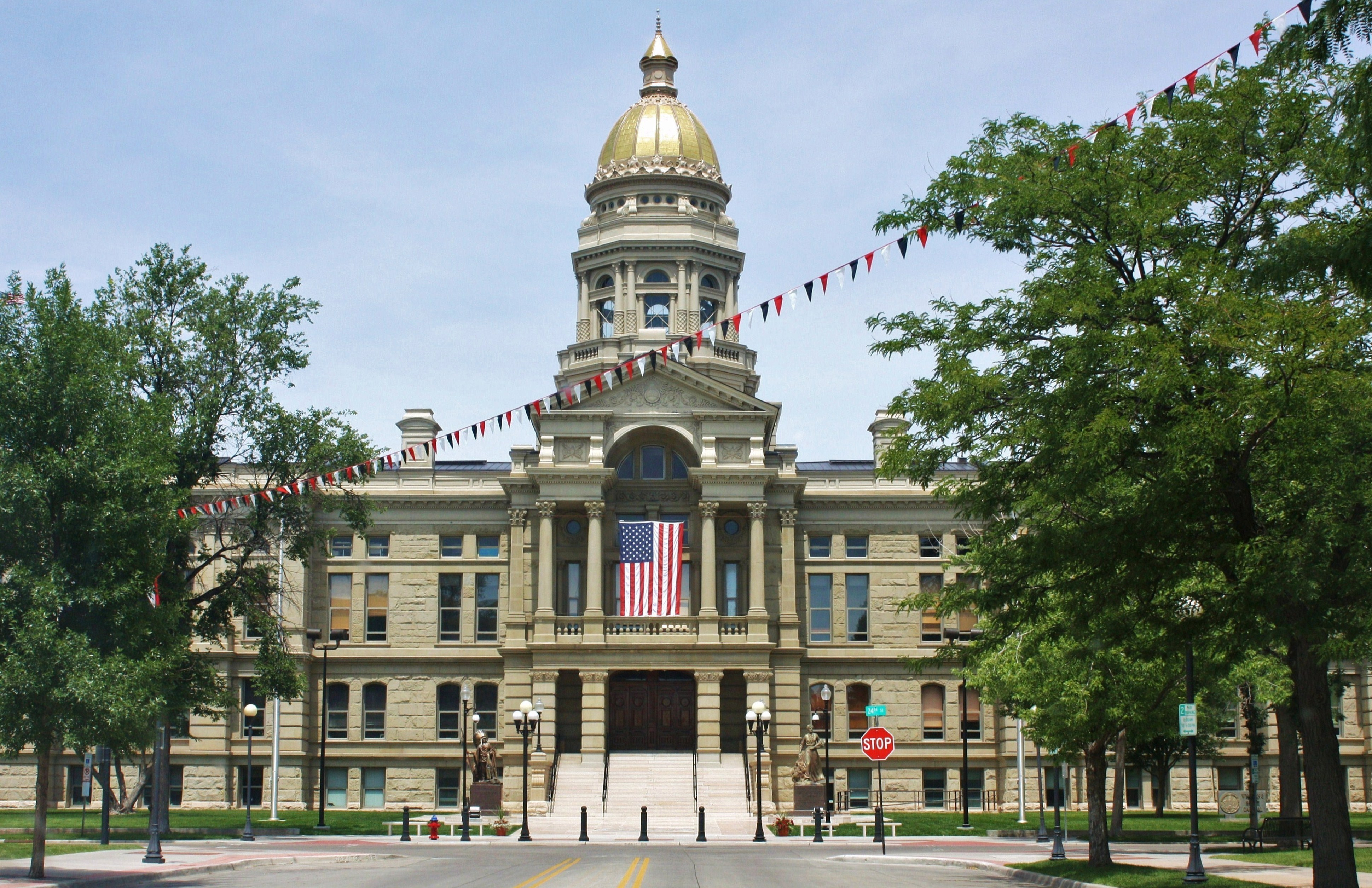
ワイオミング州会議事堂

ワイオミング州憲法により、行政府、立法府、および司法府の三権分立を定めている。
ワイオミング州議会は、定数60人の下院と同30人の上院の両院制である。
行政府の長が州知事であり、他に州務長官、監査官、財務官、公共教育監督官がいる。副知事はいない。州知事が執務不能になったときは州務長官が承継順位第1位になっている。
州の人口が少ないためにアメリカ合衆国下院には1人の議員しか送り出していない。また大統領選挙の選挙人数も3人である。人口が少ない故に大統領選挙では実質的に大きな影響力を持っているということもできる。例えばモンタナ州は2000年の人口は902,195人であり、ワイオミング州は493,782人だったが、選挙人数は同じだった。
ワイオミング州はアルコール飲料を規制している。
| 年     | 共和党         | 民主党        |
| ------ | -------------- | ------------- |
| 2008年 | 64.78% 164,958 | 32.54% 82,868 |
| 2004年 | 68.86% 167,629 | 29.07% 70,776 |
| 2000年 | 67.76% 147,947 | 27.70% 60,481 |
| 1996年 | 49.81% 105,388 | 36.84% 77,934 |
| 1992年 | 39.70% 79,347  | 34.10% 68,160 |
| 1988年 | 60.53% 106,867 | 38.01% 67,113 |
| 1984年 | 70.51% 133,241 | 28.24% 53,370 |
| 1980年 | 62.64% 110,700 | 27.97% 49,427 |
| 1976年 | 59.30% 92,717  | 39.81% 62,239 |
| 1972年 | 69.01% 100,464 | 30.47% 44,358 |
| 1968年 | 55.76% 70,927  | 35.51% 45,173 |
| 1964年 | 43.44% 61,998  | 56.56% 80,718 |
| 1960年 | 55.01% 77,451  | 44.99% 63,331 |

### 司法体系
州裁判所の頂点は最高裁判所であり、下級裁判所から上がる控訴案件を5人の判事が裁いている。他の州とは異なり、中間の控訴裁判所が無い。これは州人口が少ないことに起因し、それに比例して訴訟案件も少ない。地区裁判所からの控訴案件は直接最高裁判所に行く。制限付き案件では州の巡回裁判所（元は郡裁判所）があり、少額の金が絡む民事事件、軽犯罪、および重罪の罪状認否のような特定案件を扱う。巡回裁判所判事は小さな事件も審問する。州の判事は全て、司法指名委員会によって指名され、知事によって任命される。その後有権者の審査を受ける。

### 政治
ワイオミング州の政治史は簡単に分類できない。ワイオミング州は初めて女性に選挙権を認め、初の女性知事を選出した。一方で、1960年代と1970年代には連邦政府の役職者として著名な民主党員を選出してきたが、1980年代から決定的に保守的になり、共和党が州議会を支配するようになってきた。今日、2人のアメリカ合衆国上院議員と1人の下院議員は全て共和党員である。1964年以降のアメリカ合衆国大統領選挙では民主党候補を選んでいない。ワイオミング州が州に昇格して以来、民主党候補を選んだのは、この1964年を含めても5回きりである。現在民主党寄りの郡と言えば、裕福なティトン郡とカレッジの郡であるオールバニ郡の2郡である。2004年大統領選挙では、ジョージ・W・ブッシュが得票総数の69%を獲得して、ブッシュとしては2番目の大勝州となった。元副大統領ディック・チェイニーはワイオミング州住人であり、1979年から1989年まで連邦下院議員を務めていた。
現在州のレベルで共和党の優位が揺らいでいる。1936年以来州上院では多数党を維持しており、下院では1964年以降多数を維持してきた。しかし、民主党は1975年以降、8年間を除いて州知事を維持している。ワイオミング州は民主党員のネリー・テイロー・ロスをアメリカ史で初の女性知事に選んだ。ロスは前職の夫が急死した後の特別選挙で当選し、1925年から1927年まで知事を務めた。

## 郡
ワイオミング州には23の郡がある。
| 順位 | 郡名                   | 人口（2020年） |
| ---- | ---------------------- | -------------- |
| 1    | ララミー郡             | 100,512        |
| 2    | ナトロナ郡             | 79,955         |
| 3    | キャンベル郡           | 47,026         |
| 4    | スウィートウォーター郡 | 42,272         |
| 5    | フレモント郡           | 39,234         |
| 6    | オールバニ郡           | 37,066         |
| 7    | シェリダン郡           | 30,921         |
| 8    | パーク郡               | 29,624         |
| 9    | ティトン郡             | 23,331         |
| 10   | ユインタ郡             | 20,450         |

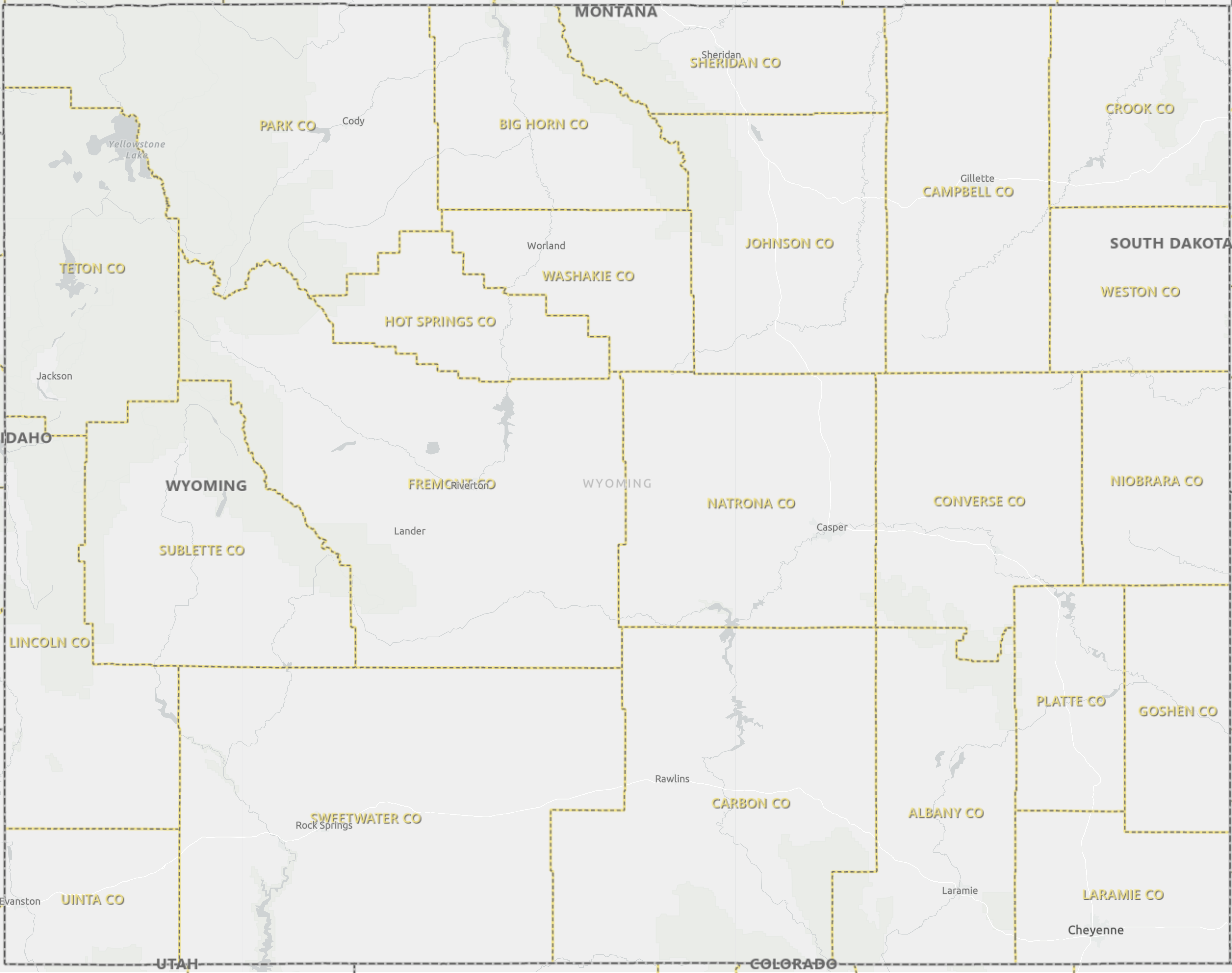
州内郡の配置図

2020年時点で州民の52.03%は上位5郡に住んでいる。

## 主要都市

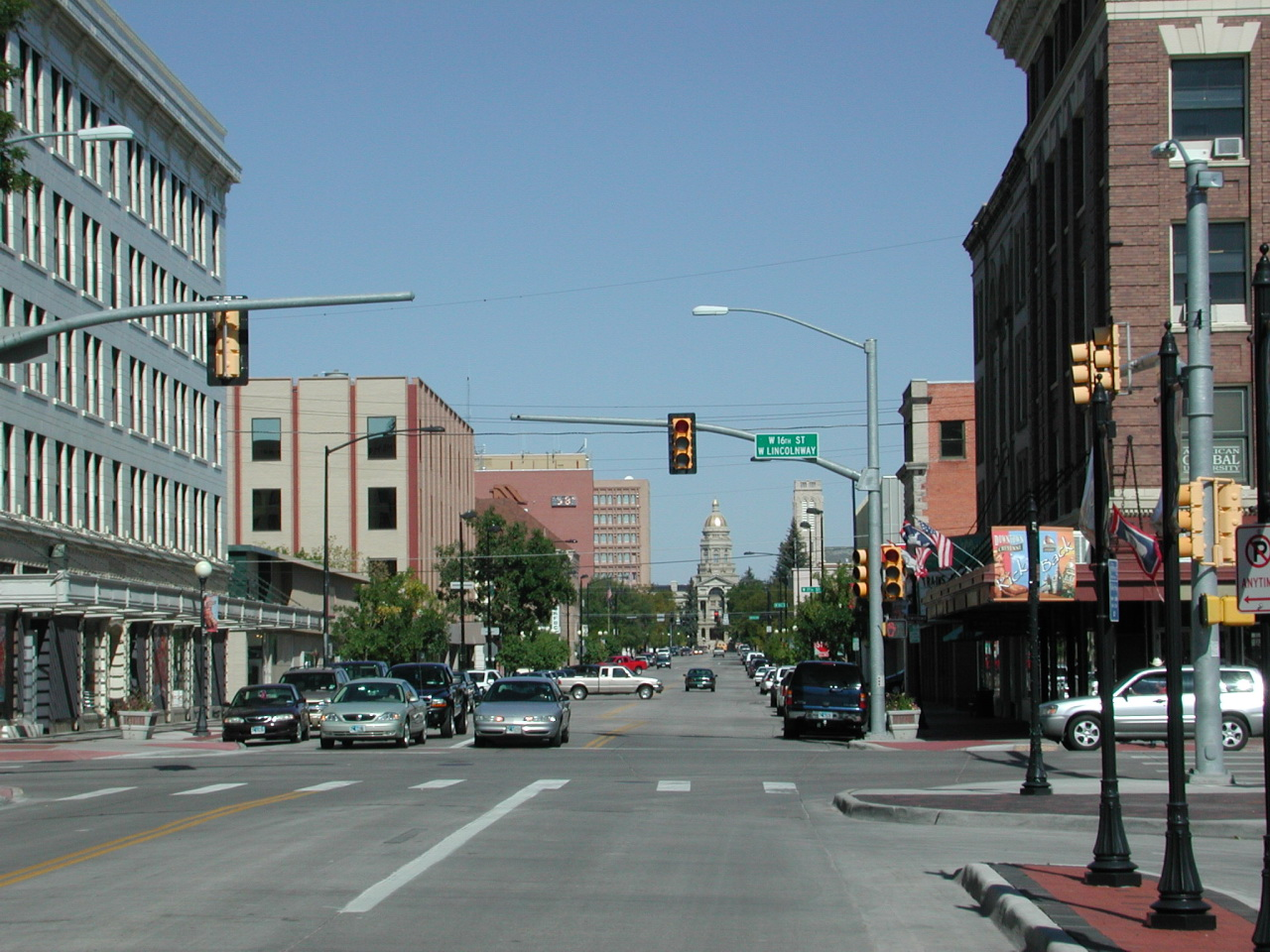
シャイアン市

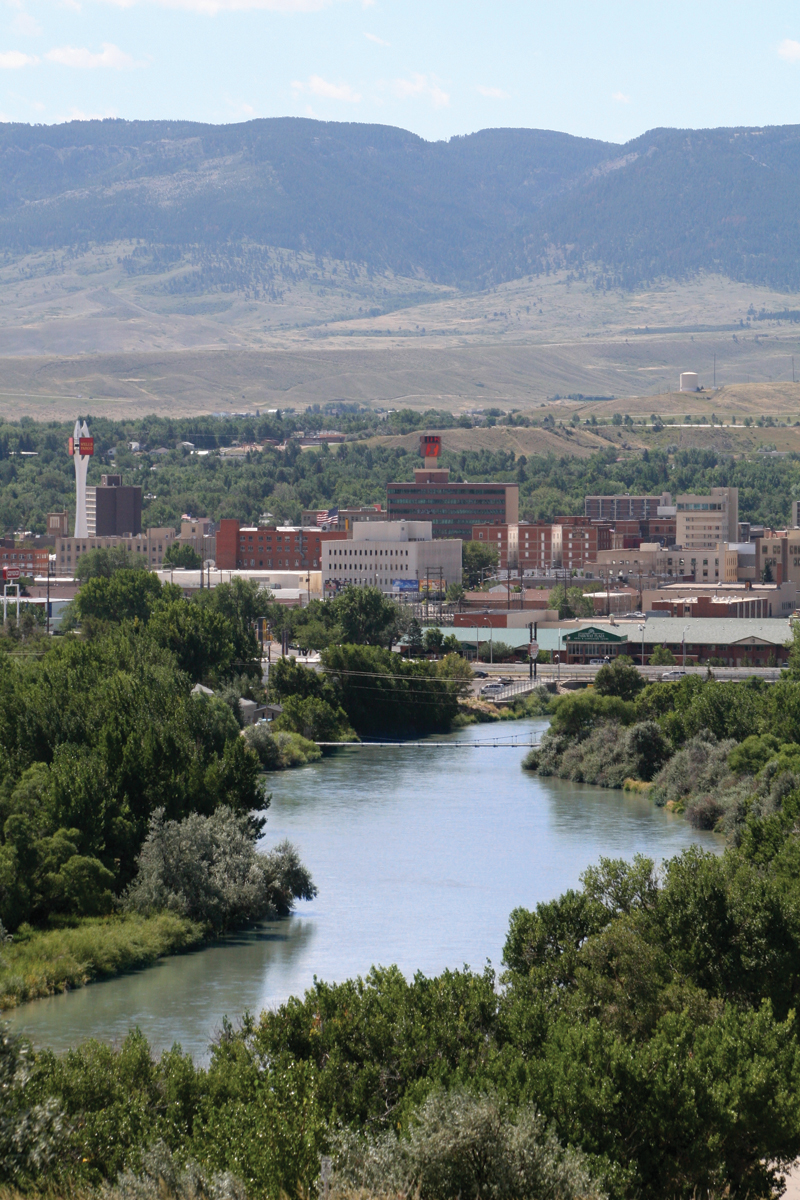
キャスパー市

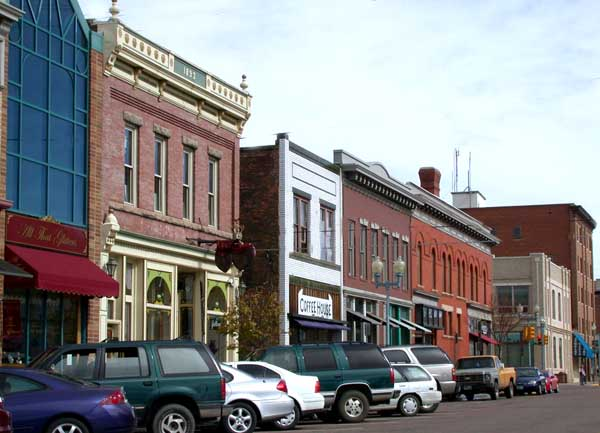
ララミー市

ワイオミング州には98の市町が存在する。以下の表は国勢調査局による人口だが、あくまで市域人口であり、所謂都市圏（大都市統計地域 (MSA)や小都市統計地域 (μSA)）での人口統計ではない。また、2020年現在、都市圏人口で10万人を超えるのもシャイアンのみであり、その都市圏人口も100,512人と、全米各州の最大都市を中心とする都市圏48ヶ所中最小である。
| 順位 | 都市名               | 郡                     | 人口（2020年） |
| ---- | -------------------- | ---------------------- | -------------- |
| 1    | シャイアン市         | ララミー郡             | 65,132         |
| 2    | キャスパー市         | ナトロナ郡             | 59,038         |
| 3    | ジレット市           | キャンベル郡           | 33,403         |
| 4    | ララミー市           | オールバニ郡           | 31,407         |
| 5    | ロックスプリングス市 | スウィートウォーター郡 | 23,526         |
| 6    | シェリダン市         | シェリダン郡           | 18,737         |
| 7    | グリーンリバー市     | スウィートウォーター郡 | 11,825         |
| 8    | エバンストン市       | ユインタ郡             | 11,747         |
| 9    | ジャクソン町         | ティトン郡             | 10,760         |
| 10   | リバートン市         | フレモント郡           | 10,682         |

2020年時点で州民の47.89%は上位10都市に住んでいる。

## 都市圏
アメリカ合衆国国勢調査局は州内で2つの都市圏と7つの小都市圏を定義している。2020年時点で州民の31.28%はシャイアンもしくはキャスパーのいずれかの都市圏に、また75.37%は都市圏が小都市圏のうちのどれかに住んでいる。

## 経済

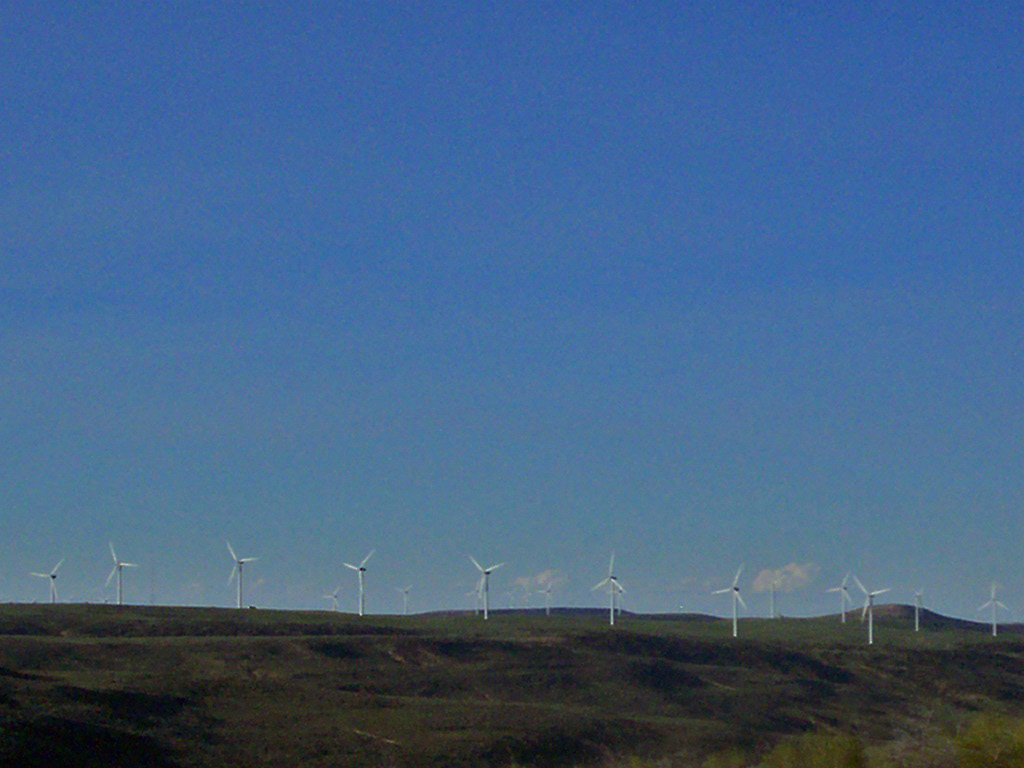
ユインタ郡のウィンドファーム

2005年のアメリカ合衆国商務省経済分析局報告書によると、ワイオミング州の州生産高は274億ドルだった。一人当たりの収入は2004年に34,306米ドルだった。2010年のワイオミング州の失業率は合衆国平均よりは低い7.6%だった。ワイオミング州の経済の構成要素は他の州のそれらよりも著しく異なっている。鉱業及び観光業がワイオミング州経済を支える主要推進力である。ワイオミング州の土地はその6%が州によって管理されているのに対して、連邦政府が広大な土地の50%を所有している。2001年のワイオミング州内の鉱業生産高の総課税評価額は67億米ドルだった。観光業は20億米ドルを超える収入をもたらしている。
2002年、600万人以上の人々がワイオミング州の国立公園及びモニュメントを訪れた。ワイオミング州内の鍵となる観光地はグランドティトン国立公園、イエローストーン国立公園、デビルスタワー国定公園、インデペンデンスロック及びフォッシルビュート国定公園が含まれる。毎年、世界初の国立公園であるイエローストーン国立公園は300万人もの観光客を受け入れている。
歴史的に、農業はワイオミング州経済の重要な構成要素である。ワイオミング州経済における農業の重要度は落ちてきている。しかしながら、農業は今でもワイオミング州の文化並びに生活様式に欠く事の出来ない存在である。ワイオミング州内で生産されている主要な農産物は家畜（牛肉）、干し草、テンサイ、穀物（小麦及び大麦）、並びに羊毛がある。ワイオミング州の土地の91%以上は田園部に分類される。

### 鉱業生産

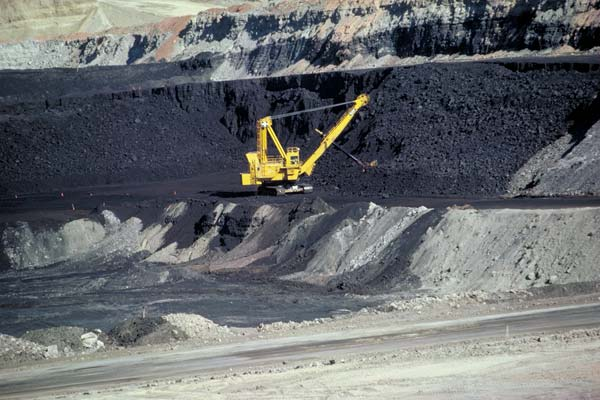
ワイオミング州の鉱山

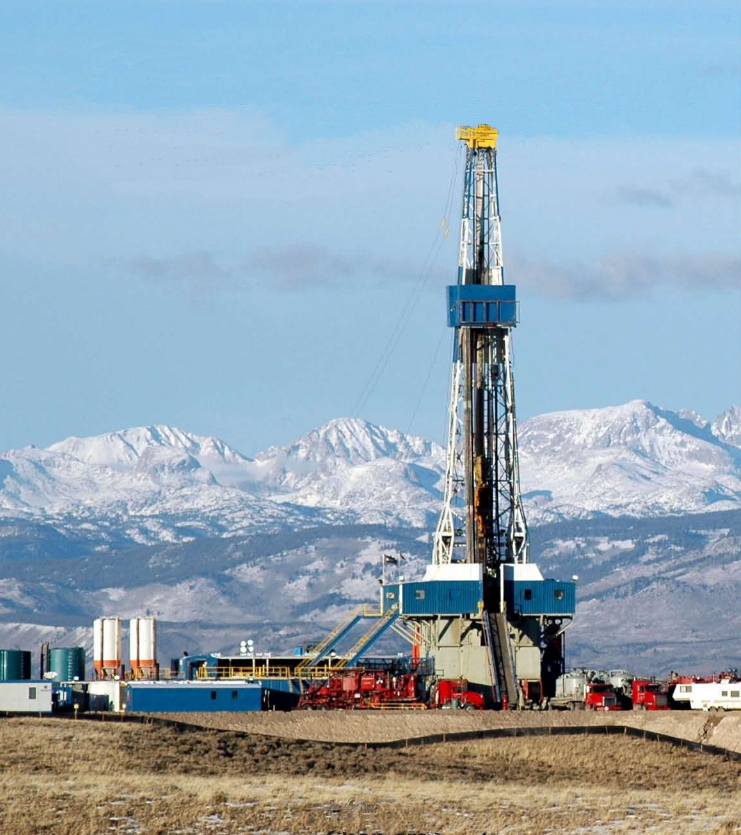
ロッキー山脈のウィンドリバー山脈の直ぐ西にある天然ガスの掘削リグ

ワイオミング州の鉱業生産物としては、石炭、天然ガス、炭層メタン、原油、ウランおよびトロナである。
- 石炭の2004年州内生産量は3億9,550万ショートトン (3億5,880万 メトリックトン) であり、アメリカ合衆国の州では最大である[20]。石炭の埋蔵量は687億ショートトン (623億 メトリックトン) である。炭田としてはパウダー川盆地とグリーン川盆地がある。
- 天然ガスの2007年州内生産量は2,254兆立方フィート (64,000 km3) であり、アメリカ合衆国の州では第2位である[21]。主要市場としては産業、商業および家庭の暖房がある。
- 炭層メタンの掘削は1990年代半ばに始まった。炭層メタンは炭田の鉱脈から抽出されるメタンガスである。パウダー川盆地でかなりの量を生産している。2002年の生産量は3,275億立方フィート (9.3 km3) だった。
- 原油の2007年生産量は5,340万バーレル (8,490,000 m3) であり、アメリカ合衆国の州では第5位である[21]。石油はガソリンとして使われる量が多いが、プラスティック、塗料および合成ゴムの原料としても使われている。
- トロナの埋蔵量では世界最大と言われている[22]。トロナ（重炭酸ソーダ）はガラス、紙、石けん、ふくらし粉、軟水化剤、および薬品に使われている。2008年の生産量は4,600万ショートトン (4,170万メトリックトン) であり、世界生産量の25%に相当した[22]。
- ダイヤモンドは、ワイオミング州境から1,000フィート (300 m) 足らずのコロラド州内ケルシー湖ダイヤモンド鉱山で数年間宝石品質のものが生産された。キンバーライト火山パイプのあるワイオミング大陸塊は州の大半の地下にある。
- ウランの採鉱は現在下火であるが、近年のウラン価格の上昇によってウランの探鉱と採掘に関する新しい興味を生んできた。

### 税
ワイオミング州は他州とは異なり、個人や企業に所得税を課していない。さらに退職後の収入や他州で得た収入にも課税していない。消費税は4%である。郡の単位で有権者が承認した場合に、一般歳入のために1%、さらに特別目的のために1%を上乗せできる。住民が消費する食料には消費税を課さない。また2ないし5%の宿泊税が課される。他州で購入され州内に持ち込まれた物品には使用税5%が課される。
資産税は資産評価額に基づいて課税され、州の歳入省のアド・バロレム課税部が、地方で評価された資産の均一な評価、査定および徴収を行うために州政府の地方機関を支援し、訓練し、指導している。「評価額」は課税される価格を意味し、「課税価値」は特定階級における資産の市場価値に対する比率を意味している。州法で資産税の増加率を規制している。郡の税収の場合、資産税は評価額の1.2%を超えてはならない。都市や町の場合、この上限は0.8%である。極少数の例外を除いて、州法はあらゆる政策目的に対しても資産税の税率を制限している。
個人が私有する資産は免税である。転売目的の棚卸資産、公害対策装置、現金、売掛金勘定、株式および債権も免税である。その他免税項目として、宗教、教育、慈善、共済組合、寄付金、政府利用のための資産、および身体障害者のための改良施設がある。鉱物は資産税が掛からないが、企業は総生産税と生産したときの分離税を払わなければならない。鉱山の地下にある採鉱装置は非課税である。
相続税は徴収されない。連邦政府の遺産税が段階的廃止されているので、ワイオミング州の遺産税は2005年に死んだ人の遺産には課されなかった。連邦政府の遺産税の徴収に関連した制限付き遺産税がある。
2008年、シンクタンクのタックス・ファンデーションはワイオミング州を50州の中で最も「企業に優しい」税体系の州に位置づけた。州と地方の政府が石油・ガス産業から徴収した税額は、2007会計年度で22億4,200万米ドルだった。石油、ガスおよび石炭の鉱業では、2006年の生産量に応じて13億米ドルの資産税が徴収された。

## 交通

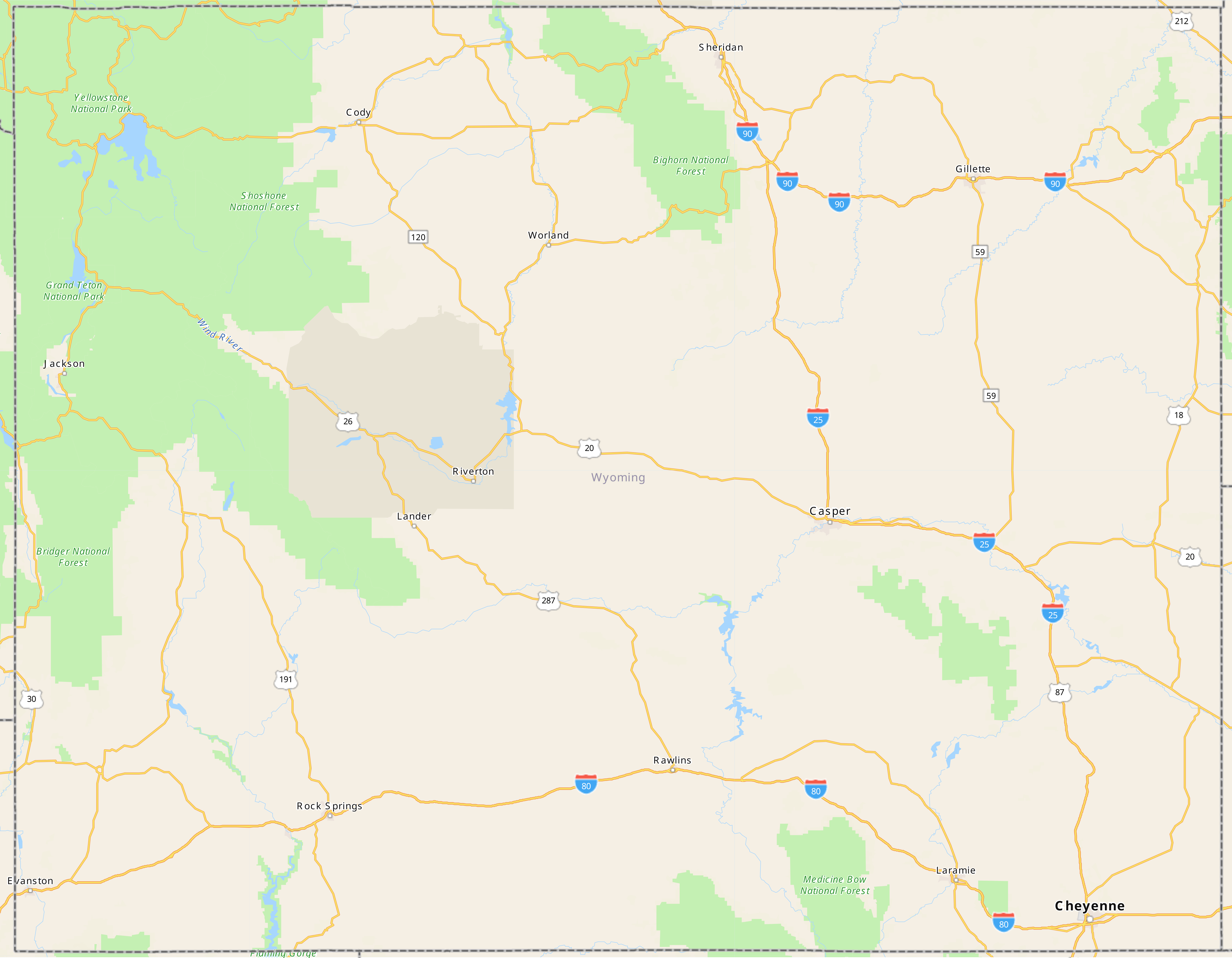
ワイオミング州の道路図

### 航空
州内最大の空港はジャクソンホール空港であり、500人以上の従業員を抱えている。

### 道路
3本の州間高速道路と13本のアメリカ国道が州内を通っている。さらにワイオミング州道がこれを補っている。
州間高速道路25号線はシャイアンの南部で州内に入り、北に向かって、シャイアンで州間高速道路80号線と交差している。さらにキャスパーを過ぎ、バッファローの近くの州間高速道路90号線で止まっている。州間高速道路80号線はエバンストンの西でユタ州から入り、州南部を抜けて東に向かい、シャイアンを抜けた後、パインブラフス近くでネブラスカ州に入る。州間高速道路90号線はパークマン近くで州内に入り、州北部を横切っている。さらにジレットを通って、サンダンスの東でサウスダコタ州に入る。
州内を通るアメリカ国道としては、14号線、16号線、18号線、20号線、26号線、30号線、85号線、87号線、89号線、189号線、191号円、212号線および287号線がある。

### 鉄道
ワイオミング州はサウスダコタ州と共に大陸アメリカ合衆国ではアムトラックの鉄道線が通っていない数少ない州の1つである。

## 教育
ワイオミング州の公共教育は選挙で選ばれる州の公共教育監督官が管理している。教育政策は知事が指名する9人の委員からなる州の教育委員会で設定される。州憲法は州がカリキュラムを設定したり教科書を選定することを禁じている。これらの業務は地方教育委員会の専権事項である。ワイオミング州聾学校は聾者生徒を支援するための唯一の学校だったが、2000年夏に閉校された。

## 高等教育
ワイオミング州は他の州に比べて高等教育機関が少なく、4年制の総合大学が1校しかない。また8校の短期大学（うち7校は公立のコミュニティ・カレッジ）がある。

### 公立総合大学
- ワイオミング大学、ララミー市

### 公立短期大学（コミュニティ・カレッジ）
- キャスパーカレッジ、キャスパー市
- セントラルワイオミングカレッジ (Central Wyoming College)
- イースタンワイオミングカレッジ (Eastern Wyoming College)
- ララミー郡コミュニティーカレッジ、ララミー郡
- ノースウェストカレッジ (Northwest College)
- シェリダンカレッジ、シェリダン市
- ウエスタンワイオミングコミュニティーカレッジ (Western Wyoming Community College)

### 私立短期大学
- ワイオミング工科大学校 (Wyoming Technical Institute)

2006年に新法が成立する以前、州内には非認証大学があり、その多くはディプロマミルと考えられていた。2006年の新法では、非認証大学が3つの選択肢から1つを選ぶことを強制している。すなわち、州内から出て行く、閉校する、あるいは認証を申請するのいずれかである。オレゴン州学位認証局は、数年のうちにワイオミング州のディプロマミル問題は解消されると予測している。

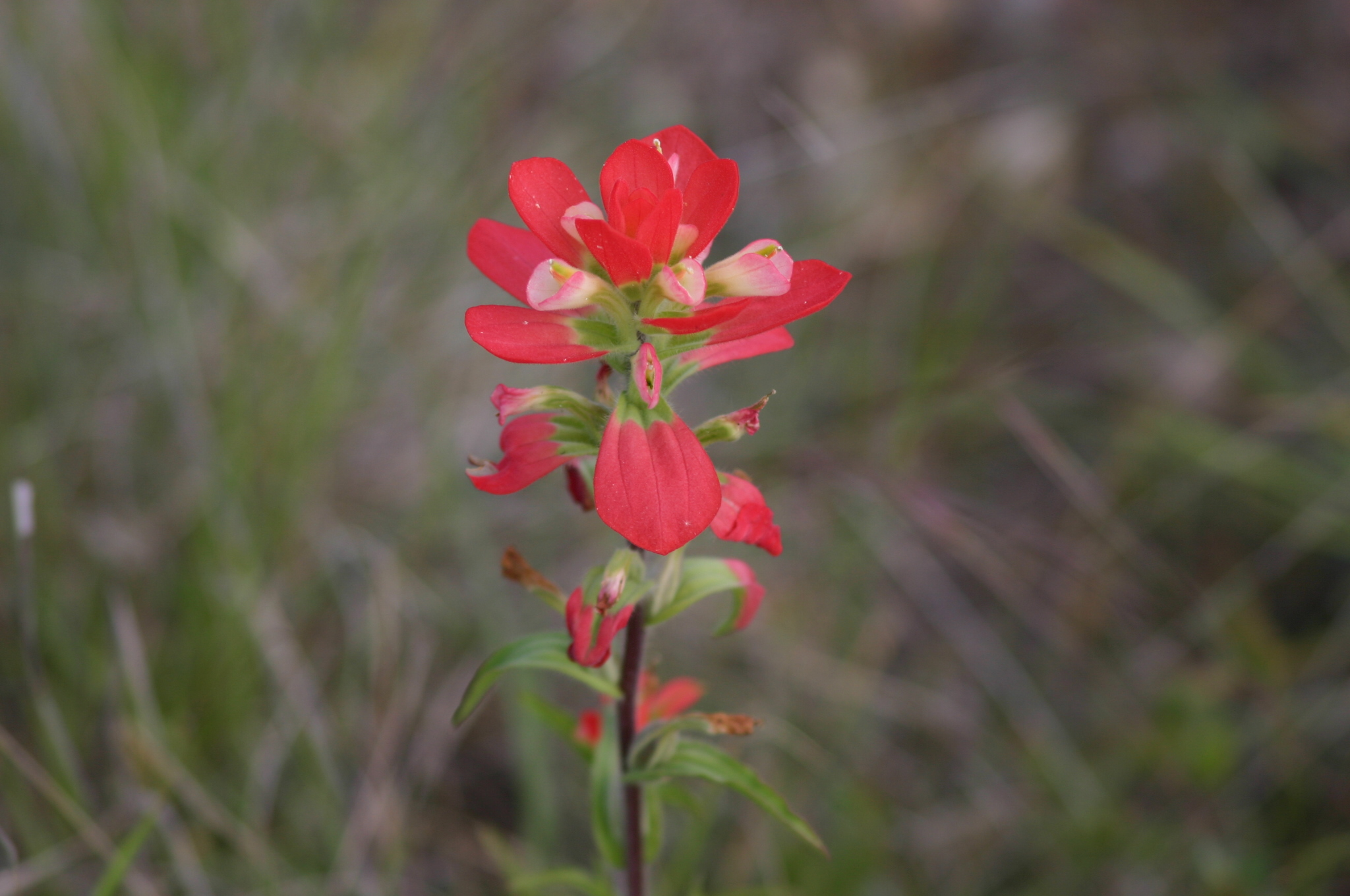
州花、インディアン・ペイントブラシ

## その他

### 同州出身者
- ワイオミング州出身の著名人（英文）

### 日本の姉妹都市
- （福島県白沢村→現本宮市） - （アフトン）

2006年12月31日をもって提携を解消した。